# Торелла-дей-Ломбарді
Торелла-дей-Ломбарді (італ. Torella dei Lombardi) — муніципалітет в Італії, у регіоні Кампанія, провінція Авелліно.
Торелла-дей-Ломбарді розташована на відстані близько 250 км на південний схід від Рима, 75 км на схід від Неаполя, 28 км на схід від Авелліно.
Населення — 2178 осіб (2014).

## Демографія
Населення за роками:

Станом на 1 січня 2023 року в муніципалітеті офіційно проживав 71 іноземець з 14 країн, серед них 21 громадянин країн Євросоюзу.

## Сусідні муніципалітети
- Кастельфранчі
- Нуско
- Патернополі
- Сант'Анджело-дей-Ломбарді
- Вілламаїна